# 213-й отдельный зенитный артиллерийский дивизион
213-й отдельный зенитный артиллерийский дивизион - воинская часть вооружённых сил СССР в Великой Отечественной войне. Имелось три различных формирования дивизиона: в ПВО страны, ПВО РККА, ПВО ВМФ

## 213-й отдельный зенитный артиллерийский дивизион РККА
Сформирован в 1939 году в Вышнем Волочке в составе 123-й стрелковой дивизии. Принимал участие в Зимней войне
В составе действующей армии во время Великой Отечественной войны с 22 июня 1941 по 16 января 1942 и с 10 февраля 1942 по 8 июля 1944 года.
На 22 июня 1941 года дислоцируется в Выборге, в двадцатых числах августа 1941 года эвакуировался через Койвисто, в сентябре 1941 года занял позиции по «старой границе» в районе Лемболово.
В декабре 1941 года изъят из состава дивизии и в январе 1942 года передан на Волховский фронт, до апреля прикрывает войска 4-й армии в районе Киришей, с апреля по сентябрь - 59-й армии. В сентябре 1942 года возвращён в 4-ю армию, занял позиции в районе Облучье.. В начале 1943 года, действуя в интересах 2-й ударной армии принимает участие в прорыве блокады Ленинграда
В апреле 1943 года передан в 8-ю армию, находится на позициях юго-восточнее Вороново Мгинского района. С января 1944 года принимает участие в Ленинградско-Новгородской операции, прикрывая 59-ю армию. С марта 1944 года передан в 54-ю армию, которая занимала позиции юго-восточнее Пскова.
8 июля 1944 года переименован в 455-й отдельный зенитный артиллерийский дивизион.

### Подчинение
| Подчинение      | Подчинение                                                 | Подчинение        | Подчинение             | Подчинение               | Подчинение | Подчинение |
| Дата            | Фронт (округ)                                              | Армия             | Корпус                 | Дивизия                  | Бригада    | Примечания |
| --------------- | ---------------------------------------------------------- | ----------------- | ---------------------- | ------------------------ | ---------- | ---------- |
| 22.06.1941 года | Ленинградский военный округ                                | 23-я армия        | 50-й стрелковый корпус | 123-я стрелковая дивизия | -          | -          |
| 01.07.1941 года | Северный фронт                                             | 23-я армия        | 50-й стрелковый корпус | 123-я стрелковая дивизия | -          | -          |
| 10.07.1941 года | Северный фронт                                             | 23-я армия        | 50-й стрелковый корпус | 123-я стрелковая дивизия | -          | -          |
| 01.08.1941 года | Северный фронт                                             | 23-я армия        | -                      | 123-я стрелковая дивизия | -          | -          |
| 01.09.1941 года | Ленинградский фронт                                        | 23-я армия        | -                      | 123-я стрелковая дивизия | -          | -          |
| 01.10.1941 года | Ленинградский фронт                                        | 23-я армия        | -                      | 123-я стрелковая дивизия | -          | -          |
| 01.11.1941 года | Ленинградский фронт                                        | 23-я армия        | -                      | 123-я стрелковая дивизия | -          | -          |
| 01.12.1941 года | Ленинградский фронт                                        | 23-я армия        | -                      | 123-я стрелковая дивизия | -          | -          |
| 01.01.1942 года | Ленинградский фронт                                        | 42-я армия        | -                      | -                        | -          | -          |
| 01.02.1942 года | Волховский фронт                                           | -                 | -                      | -                        | -          | -          |
| 01.03.1942 года | Волховский фронт                                           | 4-я армия         | -                      | -                        | -          | -          |
| 01.04.1942 года | Волховский фронт                                           | 4-я армия         | -                      | -                        | -          | -          |
| 01.05.1942 года | Ленинградский фронт (Группа войск Волховского направления) | 59-я армия        | -                      | -                        | -          | -          |
| 01.06.1942 года | Ленинградский фронт (Волховская группа войск)              | 59-я армия        | -                      | -                        | -          | -          |
| 01.07.1942 года | Волховский фронт                                           | 59-я армия        | -                      | -                        | -          | -          |
| 01.08.1942 года | Волховский фронт                                           | 59-я армия        | -                      | -                        | -          | -          |
| 01.09.1942 года | Волховский фронт                                           | 59-я армия        | -                      | -                        | -          | -          |
| 01.10.1942 года | Волховский фронт                                           | 4-я армия         | -                      | -                        | -          | -          |
| 01.11.1942 года | Волховский фронт                                           | 4-я армия         | -                      | -                        | -          | -          |
| 01.12.1942 года | Волховский фронт                                           | 4-я армия         | -                      | -                        | -          | -          |
| 01.01.1943 года | Волховский фронт                                           | 2-я ударная армия | -                      | -                        | -          | -          |
| 01.02.1943 года | Волховский фронт                                           | 2-я ударная армия | -                      | -                        | -          | -          |
| 01.03.1943 года | Волховский фронт                                           | -                 | -                      | -                        | -          | -          |
| 01.04.1943 года | Волховский фронт                                           | 8-я армия         | -                      | -                        | -          | -          |
| 01.05.1943 года | Волховский фронт                                           | 8-я армия         | -                      | -                        | -          | -          |
| 01.06.1943 года | Волховский фронт                                           | 8-я армия         | -                      | -                        | -          | -          |
| 01.07.1943 года | Волховский фронт                                           | 8-я армия         | -                      | -                        | -          | -          |
| 01.08.1943 года | Волховский фронт                                           | 8-я армия         | -                      | -                        | -          | -          |
| 01.09.1943 года | Волховский фронт                                           | 8-я армия         | -                      | -                        | -          | -          |
| 01.10.1943 года | Волховский фронт                                           | -                 | -                      | -                        | -          | -          |
| 01.11.1943 года | Волховский фронт                                           | 59-я армия        | -                      | -                        | -          | -          |
| 01.12.1943 года | Волховский фронт                                           | 59-я армия        | -                      | -                        | -          | -          |
| 01.01.1944 года | Волховский фронт                                           | 59-я армия        | -                      | -                        | -          | -          |
| 01.02.1944 года | Волховский фронт                                           | 59-я армия        | -                      | -                        | -          | -          |
| 01.03.1944 года | Ленинградский фронт                                        | -                 | -                      | -                        | -          | -          |
| 01.04.1944 года | Ленинградский фронт                                        | 54-я армия        | -                      | -                        | -          | -          |
| 01.05.1944 года | 3-й Прибалтийский фронт                                    | 54-я армия        | -                      | -                        | -          | -          |
| 01.06.1944 года | 3-й Прибалтийский фронт                                    | 54-я армия        | -                      | -                        | -          | -          |
| 01.07.1944 года | 3-й Прибалтийский фронт                                    | -                 | -                      | -                        | -          | -          |

## 213-й отдельный зенитный артиллерийский дивизион ПВО
Сформирован до 1940 года в составе трёх батарей (16 76,2 мм орудий)  на вооружении. С апреля 1940 года содержался по штату № 050/7 и предназначался для прикрытия Архангельска.
В составе действующей армии с 7 мая 1942 года по 26 декабря 1942 года.
С начала войны и до конца 1944 года дислоцируется в Архангельске (Кегостров, Соломбала), прикрывая Архангельский порт от налётов с воздуха, обеспечивая разгрузку северных конвоев . Попал под первую бомбардировку ещё 30 июня 1941 года. lВ декабре 1944 года передислоцирован в Литву, в район Вильнюса, где и закончил войну.

### Подчинение
| Подчинение      | Подчинение                  | Подчинение | Подчинение      | Подчинение       | Подчинение                          | Подчинение |
| Дата            | Фронт (округ)               | Армия      | Корпус          | Дивизия          | Бригада                             | Примечания |
| --------------- | --------------------------- | ---------- | --------------- | ---------------- | ----------------------------------- | ---------- |
| 22.06.1941 года | Архангельский военный округ | -          | -               | -                | Архангельский бригадный район ПВО   | -          |
| 01.07.1941 года | Архангельский военный округ | -          | -               | -                | Архангельский бригадный район ПВО   | -          |
| 10.07.1941 года | Архангельский военный округ | -          | -               | -                | Архангельский бригадный район ПВО   | -          |
| 01.08.1941 года | Архангельский военный округ | -          | -               | -                | Архангельский бригадный район ПВО   | -          |
| 01.09.1941 года | Архангельский военный округ | -          | -               | -                | Архангельский бригадный район ПВО   | -          |
| 01.10.1941 года | Архангельский военный округ | -          | -               | -                | Архангельский бригадный район ПВО   | -          |
| 01.11.1941 года | Архангельский военный округ | -          | -               | -                | Архангельский бригадный район ПВО   | -          |
| 01.12.1941 года | Архангельский военный округ | -          | -               | -                | Архангельский дивизионный район ПВО | -          |
| 01.01.1942 года | Архангельский военный округ | -          | -               | -                | Архангельский дивизионный район ПВО | -          |
| 01.02.1942 года | Архангельский военный округ | -          | -               | -                | Архангельский дивизионный район ПВО | -          |
| 01.03.1942 года | Архангельский военный округ | -          | -               | -                | Архангельский дивизионный район ПВО | -          |
| 01.04.1942 года | Архангельский военный округ | -          | -               | -                | Архангельский дивизионный район ПВО | -          |
| 01.05.1942 года | Архангельский военный округ | -          | -               | -                | Архангельский дивизионный район ПВО | -          |
| 01.06.1942 года | Архангельский военный округ | -          | -               | -                | Архангельский дивизионный район ПВО | -          |
| 01.07.1942 года | Архангельский военный округ | -          | -               | -                | Архангельский дивизионный район ПВО | -          |
| 01.08.1942 года | Архангельский военный округ | -          | -               | -                | Архангельский дивизионный район ПВО | -          |
| 01.09.1942 года | Архангельский военный округ | -          | -               | -                | Архангельский дивизионный район ПВО | -          |
| 01.10.1942 года | Архангельский военный округ | -          | -               | -                | Архангельский дивизионный район ПВО | -          |
| 01.11.1942 года | Архангельский военный округ | -          | -               | -                | Архангельский дивизионный район ПВО | -          |
| 01.12.1942 года | Архангельский военный округ | -          | -               | -                | Архангельский дивизионный район ПВО | -          |
| 01.01.1943 года | Архангельский военный округ | -          | -               | -                | Архангельский дивизионный район ПВО | -          |
| 01.02.1943 года | Архангельский военный округ | -          | -               | -                | Архангельский дивизионный район ПВО | -          |
| 01.03.1943 года | Архангельский военный округ | -          | -               | -                | Архангельский дивизионный район ПВО | -          |
| 01.04.1943 года | Архангельский военный округ | -          | -               | -                | Архангельский дивизионный район ПВО | -          |
| 01.05.1943 года | Архангельский военный округ | -          | -               | -                | Архангельский дивизионный район ПВО | -          |
| 01.06.1943 года | Архангельский военный округ | -          | -               | -                | Архангельский дивизионный район ПВО | -          |
| 01.07.1943 года | Западный фронт ПВО          | -          | -               | -                | Архангельский дивизионный район ПВО | -          |
| 01.08.1943 года | Западный фронт ПВО          | -          | -               | -                | Архангельский дивизионный район ПВО | -          |
| 01.09.1943 года | Западный фронт ПВО          | -          | -               | -                | Архангельский дивизионный район ПВО | -          |
| 01.10.1943 года | Западный фронт ПВО          | -          | -               | -                | Архангельский дивизионный район ПВО | -          |
| 01.11.1943 года | Западный фронт ПВО          | -          | -               | -                | Архангельский дивизионный район ПВО | -          |
| 01.12.1943 года | Западный фронт ПВО          | -          | -               | -                | Архангельский дивизионный район ПВО | -          |
| 01.01.1944 года | Западный фронт ПВО          | -          | -               | -                | Архангельский дивизионный район ПВО | -          |
| 01.02.1944 года | Западный фронт ПВО          | -          | -               | -                | Архангельский дивизионный район ПВО | -          |
| 01.03.1944 года | Западный фронт ПВО          | -          | -               | -                | Архангельский дивизионный район ПВО | -          |
| 01.04.1944 года | Западный фронт ПВО          | -          | -               | -                | Архангельский дивизионный район ПВО | -          |
| 01.05.1944 года | Северный фронт ПВО          | -          | -               | 78-я дивизия ПВО | -                                   | -          |
| 01.06.1944 года | Северный фронт ПВО          | -          | -               | 78-я дивизия ПВО | -                                   | -          |
| 01.07.1944 года | Северный фронт ПВО          | -          | -               | 78-я дивизия ПВО | -                                   | -          |
| 01.08.1944 года | Северный фронт ПВО          | -          | -               | 78-я дивизия ПВО | -                                   | -          |
| 01.09.1944 года | Северный фронт ПВО          | -          | -               | 78-я дивизия ПВО | -                                   | -          |
| 01.10.1944 года | Северный фронт ПВО          | -          | -               | 78-я дивизия ПВО | -                                   | -          |
| 01.11.1944 года | Северный фронт ПВО          | -          | -               | 78-я дивизия ПВО | -                                   | -          |
| 01.12.1944 года | Северный фронт ПВО          | -          | -               | 78-я дивизия ПВО | -                                   | -          |
| 01.01.1945 года | Западный фронт ПВО          | -          | 13-й корпус ПВО | -                | -                                   | -          |
| 01.02.1945 года | Западный фронт ПВО          | -          | 13-й корпус ПВО | -                | -                                   | -          |
| 01.03.1945 года | Западный фронт ПВО          | -          | 13-й корпус ПВО | -                | -                                   | -          |
| 01.04.1945 года | Западный фронт ПВО          | -          | 13-й корпус ПВО | -                | -                                   | -          |
| 01.05.1945 года | Западный фронт ПВО          | -          | 13-й корпус ПВО | -                | -                                   | -          |

## 213-й отдельный зенитный артиллерийский дивизион ВМФ
В составе действующей армии с 8 февраля 1943 по 9 мая 1945 года.
Прикрывает объекты Черноморского флота в Поти, с начала 1944 года в Новороссийске
С мая 1944 года прикрывает объекты штаба Дунайской флотилии в Ростове, с июля 1944 года - в Одессе, с сентября 1944 - в Русе, с октября 1944 - в Видине, с ноября 1944 в Калафате, затем в Турну-Северине, с декабря 1944  - в Белькче и Дунапентеле, с января 1945 в Бая, с апреля 1945 года - в Будапеште, затем в Братиславе

### Подчинение
С февраля 1943 года до 10 мая 1944 года входил в состав Черноморского флота, с 10 мая 1944 года до конца войны в состав Дунайской военной флотилии